# 沼の怪
沼の怪(英語: Slime)はジョセフ・ペイン・ブレナンによる短編ホラー小説。
1953年に『ウィアード・テイルズ』誌で発表された。

## あらすじ
アメーバ状の深海生物が、偶然に海底火山の噴火によって海面まで吹き飛ばされ、その後に陸地に漂着する。
深海では見る事のなかった光を本能的に恐れたこの怪物は、日中は沼の軟泥の中に潜んでこれをやり過ごしていたが、夜になるとここから這い出してその旺盛な食欲を満たした。
こうして怪物はこの地に住む人々を一人また一人と食害していく。
現地の警察署長は市民から寄せられたこの怪物の報告をまともに取り合わず、ホームレスが同時期に行方不明になっていた――実際には怪物の最初の犠牲者であった――ことから、この人物による連続殺人という一種常識的な線で捜査を進めてしまう。
しかしこの捜査に携わった警官の一人が怪物の新たな犠牲者となり、彼とペアを組んで捜査に当たっていたもう一人の警官によって怪物の情報がもたらされた結果署長は方針を改め、捜査は軍隊も巻き込んだ大がかりなものへと発展する。

## 書誌情報

### 日本語訳
- 『怪奇幻想の文学 V怪物の時代』（新人物往来社 1977年）日夏響訳 「沼の怪」
- 『魔の誕生日』（ソノラマ文庫　1986年）小島恭子訳　「スライム」
- 『千の脚を持つ男』（東京創元社　2007年）市田泉訳「沼の怪」